# Kainonereis alata
Kainonereis alata är en ringmaskart som beskrevs av Chamberlin 1919. Kainonereis alata ingår i släktet Kainonereis och familjen Nereididae. Inga underarter finns listade i Catalogue of Life.